# Jan Kotrč
Pour les articles homonymes, voir Kotrč.
Jan Kotrč, né le 23 août 1862 à Bielitz et mort le 17 octobre 1943 à Vlachovo Březí, est un joueur d'échecs et problémiste tchèque, de l'école bohémienne d'échecs.

## Biographie
Jan Kotrč fonde un club d'échecs en 1882 au café Jedličkova à Prague.
Il est le premier à rédiger un périodique dédié aux échecs, Šach-Mat (cs) (en français : « échec et mat »), lancé en 1884. En 1891, lors du 3e congrès de la Fédération bohémienne d'échecs à Prague, il remporte la deuxième place avec son beau-frère Karel Traxler, derrière Jan Kvíčala (cs) (1868-1939). Il participe aussi à Dresde en 1892 au 7e Congrès de la Fédération allemande d'échecs, terminant 4e et 6e ; le tournoi est remporté par Paul Lipke. L'année suivante, il remporte un tournoi à Prague contre Josef Kvíčala (1862-1908), puis en 1899-1900, il termine 8e au tournoi commémoratif Kolisch à Vienne, tournoi remporté par Géza Maróczy,.
Avec Traxler, il lance le magazine České listy šachové (cs) (en français : « Feuilleton d'échecs tchèque ») en 1896, devenu Československý šach (cs) (en français : « Échecs tchécoslovaques ») en 1906. Il a aussi débuté la section dédiée aux échecs dans le grand journal tchèque Národní listy (en), qui a paru jusqu'en 1900.
En 1903, Jan Kotrč déménage à Vienne, où il devient rédacteur en chef jusqu'à sa mort. Durant l'entre-deux-guerres, il publie le magazine d'échecs en allemand Arbeiter-Schachzeitung (de).
Une variation de la Défense scandinave, la variation de Mieses-Kotrč, porte son nom.

## Publications
- (de) Jan Kotrč et Karel Traxler, Schachprobleme aus den Jahren 1884–1910, Vienne, Auto-édition, 1910.
- (cs) Jan Kotrč, Hra v šachy, Vienne, Auto-édition, 1911, 64 p. (lire en ligne).
- (de) Jan Kotrč, Lehrbuch des Schachspiels, Vienne, Auto-édition, 1920, 139 p. (OCLC 975301639).
- (de) Jan Kotrč, Das Schachspiel : ein Handbuch für Anfänger und Vortgeschrittene, enthaltend: Grundzüge des Spieles, Theorie der Eröffnungen, Theorie der Endspiele, Vienne-Chemnitz, Auto-édition, 1927, 160 p. (OCLC 71568179).
- (de) Jan Kotrč, Eröffnungen in der modernen Schachpartie, Leipzig, Roland Hedewig, 1934, 120 p. (OCLC 251143033).